# Liste der Baudenkmale in Celle-Außenbereiche
In der Liste der Baudenkmale in Celle-Außenbereiche sind alle denkmalgeschützten Bauten der niedersächsischen Stadt Celle aufgelistet.
Weitere Denkmalobjekte in Celle sind:
- Liste der Baudenkmale in Celle-Historische Altstadt Straßen A - K
- Liste der Baudenkmale in Celle-Historische Altstadt Straßen L - P
- Liste der Baudenkmale in Celle-Historische Altstadt Straßen Q - Z
- Liste der Baudenkmale in Celle-Altstadt und Blumlage
- Liste der Baudenkmale in Celle-Straßen A – K
- Liste der Baudenkmale in Celle-Straßen L - Z
- Liste der Baudenkmale in Celle-Außenbereiche

## Allgemein
In den Spalten befinden sich folgende Informationen:
- Lage: die Adresse des Baudenkmales und die geographischen Koordinaten. Kartenansicht, um Koordinaten zu setzen. In der Kartenansicht sind Baudenkmale ohne Koordinaten mit einem roten Marker dargestellt und können in der Karte gesetzt werden. Baudenkmale ohne Bild sind mit einem blauen Marker gekennzeichnet, Baudenkmale mit Bild mit einem grünen Marker.
- Bezeichnung: Bezeichnung des Baudenkmales
- Beschreibung: die Beschreibung des Baudenkmales. Unter § 3 Abs. 2 NDSchG werden Einzeldenkmale und unter § 3 Abs. 3 NDSchG Gruppen baulicher Anlagen und deren Bestandteile ausgewiesen.
- ID: die Objekt-ID des Baudenkmales
- Bild: ein Bild des Baudenkmales, ggf. zusätzlich mit einem Link zu weiteren Fotos des Baudenkmals im Medienarchiv Wikimedia Commons. Wenn man auf das Kamerasymbol klickt, können Fotos zu Baudenkmalen aus dieser Liste hochgeladen werden:

## Altencelle (Osterloh, Ottenhaus)
| Lage                                                  | Bezeichnung               | Beschreibung | ID       | Bild           |
| ----------------------------------------------------- | ------------------------- | --- | -------- | -------------- |
| Alte Dorfstraße 52° 36′ 20″ N, 10° 7′ 18″ O           | Feldsteinpflasterung      | Straßenverlauf von circa 233 Meter | 34382097 | BW             |
| Alte Dorfstraße 1 52° 36′ 18″ N, 10° 6′ 47″ O         | Linerhaus                 | Eingeschossiger traufständiger Fachwerkbau mit verputzten Gefachen unter ziegelgedecktem Halbwalmdach. Dreiachsige mittige Zwerchhäuser auf beiden Traufseiten. Süd- und Westfassade mit Holzverschalung. | 34382119 | BW             |
| An der Gertrudenkirche 52° 36′ 31″ N, 10° 7′ 6″ O     | Gertrudenkirche           | Langgestreckte massive verputzte Saalkirche unter Satteldach mit geradem Ostabschluss, querhausartiger Südkapelle, Sakristeianbau im Nordosten und hölzernem Glockenturm. Turm mit geböschten, verbretterten Wänden und Pyramidenhelm in Ziegel- und Schieferdeckung. Kernbau wohl um 1100 aus Raseneisenstein, gotische Ergänzungen und Veränderungen in Backstein, hauptsächlich aus dem 14. Jh, Glockenturm 1630 (d). Flachgedeckter Innenraum, Chorraum leicht erhöht und durch Triumphbogen abgetrennt. Hölzerne Empore mit Orgel an Westwand. Flügelretabel mit geschnitzten Figuren von 1509 auf älterer Predella des 15. Jh. Taufstein 13. Jh, Kanzel 18. Jh. | 38634675 | Weitere Bilder |
| An der Gertrudenkirche 11 52° 36′ 27″ N, 10° 7′ 10″ O | Wohn-/ Wirtschaftsgebäude | Freistehender Vierständer-Fachwerkbau mit Backsteinausfachung unter ziegelgedecktem Halbwalmdach. Jüngeres dreiachsiges Zwerchhaus unter Satteldach, wohl um 1900, über Fletteingang an südlicher Traufseite. Westgiebel nach Abbruch eines jüngeren Anbaus erneuert. | 34383001 | BW             |
| An der Gertrudenkirche 11 52° 36′ 28″ N, 10° 7′ 8″ O  | Scheune                   | Eingeschossiger traufständiger Fachwerkbau mit außermittiger Längsdurchfahrt unter Halbwalmdach. Ausfachungen teils in Backstein, teils mit Lehmstakung. Giebelseiten tw. und westliche Traufseite vollständig verbrettert. | 34383026 | BW             |
| An der Gertrudenkirche 11 52° 36′ 27″ N, 10° 7′ 8″ O  | Wagenscheune              | | 34383051 | BW             |
| An der Gertrudenkirche 13 52° 36′ 30″ N, 10° 7′ 8″ O  | Pfarrhaus                 | Eingeschossiger Traufständiger Fachwerkbau mit Backsteinausfachung unter ziegelgedecktem Halbwalmdach. Einseitige Ankübbung an westlicher Traufseite. Südteil aus dem 18. Jh, vermutlich 1760, mit einfacher Giebelvorkragung. Im 19. Jh. nach Norden verlängert. | 38651816 | BW             |
| An der Gertrudenkirche 13 52° 36′ 29″ N, 10° 7′ 8″ O  | Pfarrscheune              | Eingeschossiger traufständiger Fachwerkbau mit Backsteinausfachung unter Satteldach. Westliche Traufseite verbrettert, mehrere Quereinfahrten. 2015 zusammen mit südlich anschließendem Neubau zu Gemeindehaus umgenutzt. | 38738519 | BW             |
| An der Gertrudenkirche 15 52° 36′ 31″ N, 10° 7′ 5″ O  | Küsterhaus                | Eingeschossiger Traufständiger Fachwerkbau mit Backsteinausfachung unter ziegelgedecktem Halbwalmdach. Einseitige Ankübbung an westlicher Traufseite. Südteil aus dem 18. Jh, vermutlich 1760, mit einfacher Giebelvorkragung. Im 19. Jh. nach Norden verlängert. | 38634710 | BW             |
| Groß Ottenhaus 52° 34′ 26″ N, 10° 6′ 46″ O            | Scheune                   | Dreiständer-Fachwerkbau mit außermittiger Längsdurchfahrt unter Halbwalmdach in Ziegeldeckung. Ausfachung teils bauzeitlich mit Lehmstakung, teils jünger in Backstein. Teilweise verbohlt. Inschriftliche Datierung: ANNO 1600. Im 19. Jh. nach Südwesten verlängert. | 34383372 | BW             |
| Klein Ottenhaus 1 52° 34′ 38″ N, 10° 7′ 29″ O         | Strohkrug                 | Wohn- und Gasthaus mit Wirtschaftsteil. Vierständer-Fachwerkbau mit teilweise verputzter Backsteinausfachung unter Halbwalmdach. Zweigeschossiger Wohnteil in Fachwerk unter Halbwalmdach quer zum Wirtschaftsteil. | 34383431 |                |
| Klein Ottenhaus 2 52° 34′ 35″ N, 10° 7′ 26″ O         | Wohn-/ Wirtschaftsgebäude | Eingeschossiges Fachwerkgebäude mit roten Backsteinausfachungen unter Satteldach mit einseitigem Halbwalm über dem Wirtschaftsgiebel. Südwestlich im rechten Winkel angebautes eingeschossiges Fachwerkstallgebäude, errichtet um 1900 in zwei Bauphasen. An der alten Nordostfassade ein 1938 angebautes eingeschossiges massives Ergänzungs-Wohngebäude in Sichtbackstein mit Satteldach. Im Kern Zweiständerhallenhaus vermutlich des 17. Jh, wohl um die Mitte des 18. Jh. Umbau mit rundum modernisierten Fassaden. | 45201414 |                |
| Klein Ottenhaus 2 52° 34′ 35″ N, 10° 7′ 28″ O         | Speicher                  | Kleines Speichergebäude im Osten der Hofanlage; Abmessungen 7 auf 3 Gefache; ein-, bzw. zweigeschossiger Fachwerkbau, Satteldach, Giebeldreiecke verbrettert; wenige Fenster. Traufseitig zur Hofwirtschaftsfläche hin zwei Eingangsöffnungen mit schlichten Brettertüren (tw. mit wiederverwendeten, älteren Spiralbändern), auf dem rechten Türsturz Inschrift mit Erbauungsjahr "Anno 1815". Seltenes konstruktives Dachdetail mit Holznagelhalterungen der Dachlatten erhalten. Der linke (nördliche) Gebäudeteil zweigeschossig mit flach gedecktem Hochkeller und darüber Kornboden mit Kornkisten.                                                             | 45202217 | BW             |
| Oppershäuser Straße 1 52° 35′ 45″ N, 10° 8′ 21″ O     | Wohn-/ Wirtschaftsgebäude | Freistehender Zweiständerbau als Jochbalkenhaus in Oberrähmkonstruktion mit Sturmstreben auf Feldsteinsockel unter Halbwalmdach mit Uhlenlucht in roter Hohlpfannendeckung. Wirtschaftsgiebel auf Balkenköpfen einfach vorkragend und mit außermittigem Vorschauer. Errichtet im Kern 1563 (d) mit Veränderungen des 17. Jh. Transloziert 1979 aus Oppershausen Nr. 23 und zum reinen Wohnhaus am heutigen Standort umgebaut. 1980. | 34383156 | BW             |
| Oppershäuser Straße 1 52° 35′ 45″ N, 10° 8′ 20″ O     | Scheune                   | Freistehender Zweiständer-Fachwerkbau mit einseitiger Kübbung unter Satteldach in roter Hohlpfannendeckung. Giebeldreiecke verbrettert. Inschriftliche Datierung innen: 1703, damals als Scheune errichtet. 1984 transloziert aus Wathlingen an den heutigen Standort. | 34357843 | BW             |
| Rosenberger Str. 2 52° 36′ 16″ N, 10° 7′ 10″ O        | Wohn-/ Wirtschaftsgebäude | Giebelständiger Zweiständer-Fachwerkbau mit Backsteinausfachung unter ziegelgedecktem Halbwalmdach mit Eulenloch. Außermittiges Dielentor im nach Süden ausgerichteten Wirtschaftsgiebel. | 34382175 | BW             |
| Rosenberger Str. 2a 52° 36′ 17″ N, 10° 7′ 11″ O       | Nebengebäude              | | 34382205 | BW             |
| Sattelhofweg 1 52° 36′ 8″ N, 10° 7′ 19″ O             | Wohnhaus                  | Fachwerkbau aus zweigeschossigem Wohnteil unter Satteldach und quer dazu traufseitig anschließendem eingeschossigem Wirtschaftsteil unter Satteldach mit einseitigem Halbwalm. OG des Wohnteils allseitig vorkragend, Giebeldreiecke mit weiterer Vorkragung. Datiert 1713. | 34382226 | BW             |

## Altenhagen
| Lage                                               | Bezeichnung                   | Beschreibung | ID       | Bild |
| -------------------------------------------------- | ----------------------------- | --- | -------- | ---- |
| Am Reiherpfahl 52° 38′ 22″ N, 10° 6′ 35″ O         | Reiherpfahl, Säule            | Gedenksäule des Herzogs Christian Ludwig zur Reiherbeize, einer Reiherjagd mittels Falken, datiert 1660. Circa 3 Meter hohe Säule. | 34382278 |      |
| Lachtehäuser Straße 10a 52° 38′ 6″ N, 10° 6′ 37″ O | Wohnhaus                      | Wohnhaus einer ehemaligen Hofanlage. Anderthalbgeschossiger Sichtbacksteinbau auf hohem Natursteinsockel unter Halbwalmdach. Zwerchhaus in Zierfachwerk unter Satteldach in der nordöstlichen Dachfläche. Drempel und Giebeltrapeze ebenfalls in Fachwerk. Fenstergewände in Naturstein, kontrastierend zum roten Backstein.                                                               | 34382304 | BW   |
| Lachtehäuser Straße 10a 52° 38′ 5″ N, 10° 6′ 37″ O | Scheune                       | Langgestreckter Sichtbacksteinbau mit Fachwerk-Drempel unter ziegelgedecktem Satteldach mit angedeutetem Krüppelwalm und großem Eulengiebel. Zwei Querdurchfahrten mit korbbogigen Toren, darüber hofseitig jeweils eine Zwerchgaube mit Ladeluke. Durch rechtwinklig anschließenden Zwischenbau in gleicher Bauweise und abweichender Traufhöhe mit dem Hauptgebäude verbunden.           | 39863210 | BW   |
| Lachtehäuser Straße 28 52° 37′ 56″ N, 10° 6′ 54″ O | Wohn-/ Wirtschaftsgebäude     | Giebelständiger Vierständer-Fachwerkbau mit Backsteinausfachung unter Halbwalmdach. Wirtschaftsgiebel mit segmentbogigen Zierriegeln und Eckstreben. Torinschrift verändert, mit übermalter inschriftlicher Datierung: 1848. Weitere Datierungsinschrift am Sockel. | 34382330 | BW   |
| Lüneburger Heerstreße 52° 38′ 42″ N, 10° 6′ 57″ O  | Georg Lichtenberg Gedenkstein | Gedrungen wirkendes Steinkreuz in Dreipassform mit leicht keilförmigen Schaft und kurzen schwach gebogenen Armen, eingefasst mit einer kurzen Hainbuchenhecke. Am 07. März 1914 gesetzt zum Gedenken an Landeshauptmann Georg Lichtenberg, dat. 21. IV. 1908. Georg Lichtenberg war der erste Mensch, der im Straßenverkehr im Landkreis Celle, am 21. April 1908, ums Leben gekommen war. | 34382251 |      |

## Bostel
| Lage                                         | Bezeichnung     | Beschreibung | ID       | Bild |
| -------------------------------------------- | --------------- | --- | -------- | ---- |
| Am Umspannwerk 9 52° 38′ 41″ N, 10° 7′ 56″ O | Speicher        | Speichergebäude in Hochrähmzimmerung mit durchgehälsten Ankerbalken. An der Langseite vier Gefache, dreifeldig mit zweifeldigen Eckstreben. Am Mittelständer rechts eine Tür; Sturz mit reich profilierter Unterseite. Satteldach in Ziegeldeckung an beiden Seiten leicht vorkragend. Bündige Verbretterung mit Schmiedenägeln. Fundament aus gespaltenen Findlingen. Errichtet um 1800. Alte Anschrift Bostel 2.                                                                     | 39863274 | BW   |
| Gartenkamp 2 52° 38′ 39″ N, 10° 7′ 57″ O     | Treppenspeicher | Fachwerkbau in Hochrähmzimmerung mit eingezapften Ankerbalken. Fünf Gefache lang. Zwei Türen. Bündige Verbretterung mit Schmiedenägeln. Dachstuhl einseitig über Treppenanlage mit Tenswandkonstruktion auskragend. Kopfbänder unter ausladenden Wandrähmen mit gegenläufigem S-Schwung an Unterseite profiliert. Ziegelgedecktes Satteldach mit einseitigem Walm. Fundament aus Einzelfindlingen. Auf Sturz links Inschrift: HEINRICH LÜDECKE SOHNEMANN, rechts unleserlich: um 1848. | 39863317 | BW   |

## Boye
| Lage                                                                  | Bezeichnung                     | Beschreibung | ID       | Bild           |
| --------------------------------------------------------------------- | ------------------------------- | --- | -------- | -------------- |
| Entenfang, Circa 1,5 km nördlich von Boye 52° 39′ 15″ N, 10° 1′ 28″ O | Entenmeisterhaus                | Zweigeschossiger Fachwerkbau unter ziegelgedecktem Halbwalmdach, am Südostende mit Vollwalm. Mit breitem Zwerchhaus in südwestlicher Dachfläche und vorgezogenen Risalit mit Zwerchhaus an Nordostseite; anscheinend mehrfach baulich erweitert. Im Inneren Querhalle, Treppenaufgang, historische Fenster und Türen erhalten. Erbaut um 1690.                                                                                | 34382420 | BW             |
| Entenfang 52° 39′ 16″ N, 10° 1′ 28″ O                                 | Scheune                         | Längsscheune in Fachwerk mit Backsteinausfachung unter ziegelgedecktem Satteldach. Nach Südosten Anschleppung in Fachwerk, nach Nordosten angebaute Remise unter eigenem Dach. Errichtet wohl im 18. Jh. | 34382479 | BW             |
| Entenfang 52° 39′ 15″ N, 10° 1′ 27″ O                                 | Gartenhaus                      | Kleiner Holzbau über Backstein-Gewölbekeller in künstlicher Aufschüttung; unter ziegelgedecktem Satteldach. Mit extrem aufwändigem Zierfachwerk. Farbige Fensterverglasung erhalten, im Inneren hölzerne Kassettendecke. Errichtet Ende 19. Jh. | 34382507 | BW             |
| Entenfang 52° 39′ 16″ N, 10° 1′ 29″ O                                 | Wohnhaus                        | Eingeschossiger Fachwerkbau mit Backsteinausfachung, unter Satteldach in Ziegeldeckung. Schwelle-Rähm-Streben in den Eckgefachen. Errichtet im 19. Jh. als Nebenwohnhaus nordöstlich des Haupthauses, nach Nordwesten um 1910 über Keller erweitert. | 34382451 | BW             |
| Entenfang 52° 39′ 12″ N, 10° 1′ 10″ O                                 | Entenfang (Tierfangeinrichtung) | Künstlicher Teich mit ursprünglich vier, heute drei Fanganlagen (mit Lockenten und sogenannten "Pfeifen", in die Wildenten gelockt wurden); davon zwei teilrenoviert und betriebsfähig. Angelegt 1690 (a) durch den Jägerhof der fürstlichen Hofhaltung des Herzogs Georg Wilhelm. Die Ausführung oblag Holländern, die das System, das auch der heutigen Jägerschaft weitgehend unbekannt ist, aus ihrer Heimat mitbrachten. | 34382535 | Weitere Bilder |

## Garßen
| Lage                                                                                           | Bezeichnung                     | Beschreibung | ID       | Bild |
| ---------------------------------------------------------------------------------------------- | ------------------------------- | --- | -------- | ---- |
| Alvernsche Straße 52° 39′ 25″ N, 10° 8′ 2″ O                                                   | Kriegerdenkmal 1914/18          | Natursteinmauerwerk-Monument, pyramidenförmig auf Stufen, bekrönt mit Kreuz und Stahlhelm. Errichtet um 1920 für die Gefallenen des Ersten Weltkrieges. | 34383202 | BW   |
| Gersnethe 2 52° 39′ 37″ N, 10° 7′ 57″ O                                                        | Backhaus                        | Auch auf älteren Satellitenfotos nicht mehr auszumachen, vermutlich schon vor längerem abgerissen. | 34382937 | BW   |
| Quellweg 52° 39′ 27″ N, 10° 8′ 1″ O                                                            | Markuskirche                    | Einschiffige Backsteinkirche mit dreiseitigem Chorabschluss, unter ziegelgedecktem Dach, Westgiebel um 1900 erneuert. Im Sockelmauerwerk der Westseite große Findlinge, die Wände durch spitzbogige Blendnischen und Strebepfeiler reich gegliedert. Gotische Spitzbogenfenster, in der Nordseite ein vermauertes Spitzbogenportal, der ursprünglichen Eingang zur Kapelle. Den Innenraum überspannt eine flache Balkendecke. Kanzelkorb wohl von 1749. | 34383228 |      |
| Storzmoor 8 52° 40′ 25″ N, 10° 7′ 38″ O                                                        | ehemaliges Stellwerk / Wohnhaus | Zweigeschossiges Stellwerk aus Fachwerk mit Backsteinausfachung mit nachträglicher hölzerner Verkleidung; unter flachem Satteldach auf weitüberkragenden Knaggen; erbaut 1870. | 34383178 | BW   |
| B 191, km 10,000 52° 41′ 52″ N, 10° 10′ 3″ O                                                   | Meilenstein                     | Obeliskenförmiger schlanker Pfeiler mit quadratischem Querschnitt und Verjüngung zum schwach ausgeprägtem Zeltdach hin. | 34382868 | BW   |
| südlich Alvernsche Straße, circa 4 Kilometer östlich vom Ortsrand 52° 38′ 56″ N, 10° 11′ 20″ O | Grabhügelfeld                   | Grabhügelfeld mit 6 Grabhügeln mit Durchmessern von circa 11 bis 18 Meter und Höhe von circa 0,5 bis 0,8 Meter. | 38899715 | BW   |

## Groß Hehlen
| Lage                                       | Bezeichnung               | Beschreibung | ID       | Bild           |
| ------------------------------------------ | ------------------------- | --- | -------- | -------------- |
| Zum Thingplatz 52° 39′ 0″ N, 10° 3′ 32″ O  | St. Cyriakus              | Älterer Saalbau des 13. Jh. aus Raseneisenstein, im 15. Jh. mit polygonalem Chor aus Backstein versehen und erhöht, Chor mit zweibahnigen Spitzbogenfenstern; unter ziegelgedecktem Satteldach, zum Chor mit Walm. 1634 Einsturz des massiven Turms, aus dieser Zeit Erneuerung der Westteile und Errichtung des Westturms aus holzverschaltem Fachwerk, dieser noch einmal erneuert und seit 1703 (i) unter hohem Zeltdach. Im Inneren Flachdecke, Chor ursprünglich rippengewölbt. Ausstattung des 13. bis 17. Jh. erhalten. | 34383252 | Weitere Bilder |
| Zum Thingplatz 52° 39′ 1″ N, 10° 3′ 34″ O  | St. Cyriakus (Friedhof)   | Die Kirche umgebende Grünfläche mit alten Grabsteinen und altem Baumbestand. | 34383277 | BW             |
| Zum Thingplatz 52° 39′ 1″ N, 10° 3′ 32″ O  | Gefallenendenkmal         | Granitmonument in Obeliskenform auf steinernem Sockel für die Gefallenen (namentlich aufgeführt an der Seite) des Ersten Weltkriegs von Groß Hehlen, errichtet um 1920. Inschriften für den Zweiten Weltkrieg nachgetragen. | 34383299 | BW             |
| Lange Straße 34 52° 39′ 1″ N, 10° 3′ 31″ O | Wohn-/ Wirtschaftsgebäude | Traufständiges Fachwerkgebäude mit Backsteinausfachung, unter ziegelgedecktem Halbwalmdach. Errichtet 1716 (i), seit etwa 1880 genutzt als Pfarrhaus. | 34383321 | BW             |

## Klein Hehlen
| Lage                                            | Bezeichnung           | Beschreibung | ID       | Bild |
| ----------------------------------------------- | --------------------- | --- | -------- | ---- |
| Alter Bremer Weg 112 52° 37′ 54″ N, 10° 4′ 2″ O | Wohnhaus              | Traufständiger eingeschossiger Backsteinbau mit Ziersteinsetzung, unter Satteldach. Mit hervortretendem Mittelrisalit unter eigenem Satteldach in Richtung Straße. Ausgebautes Drempelgeschoss. Eingang an Nordseite. Im Inneren Kachelöfen und Deckengemälde erhalten. Erbaut Ende 19. Jh. | 34377377 |      |
| Bonifatiusstraße 15 52° 38′ 3″ N, 10° 3′ 52″ O  | St.-Bonifatius-Kirche | Fachwerksaal mit Backsteinausfachung unter ziegelgedecktem Walmdach, südwestlich davon ein beigestellter gedrungener Backstein-Glockenturm unter ziegelgedecktem Zeltdach, mit dem Kirchensaal baulich verbunden. Erbaut 1956/57 unter Wiederverwendung von Holzteilen, auch einem Inschriftbalken (dat. 1657), der 1956 abgebrochenen Friedhofskapelle vor dem Hehlentor (der späteren Garnisonskirche). Ältere Ausstattungsgegenstände übernommen. | 34378085 |      |
| Bremer Weg 123 52° 37′ 55″ N, 10° 3′ 52″ O      | Villa Steinberg       | Freistehender zweigeschossiger Putzbau auf großen, parkähnlichem Gartengrundstück. Unter Pyramidendach. Mit Frontispiz und Balkon über dem nördlichen Eingang. Erbaut 1905, südlicher Anbau mit großen Fensterflächen im EG sowie Umbau der Villa 1927/28 durch den Celler Architekten Otto Haesler. Park und Einfriedung aus der Erbauungsphase. | 34378650 |      |

## Lachtehausen
| Lage                                     | Bezeichnung               | Beschreibung | ID       | Bild |
| ---------------------------------------- | ------------------------- | --- | -------- | ---- |
| Osterkamp 3 52° 37′ 25″ N, 10° 7′ 33″ O  | Wohnhaus                  | Eingeschossiger verputzter Massivbau mit ausgebautem Mansarddach in Ziegeldeckung, straßenseitig mit breitem mittigem Zwerchhaus. Erbaut als Wohnhaus einer Hofanlage zwischen 1907 und 1910.                                                       | 34383456 | BW   |
| Osterkamp 5 52° 37′ 27″ N, 10° 7′ 38″ O  | Wohn-/ Wirtschaftsgebäude | Zur Straße giebelständiger Vierständerbau in Fachwerk mit Backsteinausfachung; unter ziegelgedecktem Halbwalmdach. Errichtet Ende 18. Jh. | 34383483 | BW   |
| Osterkamp 5 52° 37′ 26″ N, 10° 7′ 36″ O  | Scheune                   | Langgestreckter vertikal verbretterter Gefügebau unter Satteldach mit S-Pfannendeckung. Errichtet im 19. Jh. | 34382887 | BW   |
| Osterkamp 5 52° 37′ 26″ N, 10° 7′ 38″ O  | Stall                     | Vertikal verbretterter Gefügebau unter Satteldach mit S-Pfannendeckung. Errichtet Mitte 19. Jh. | 34382912 | BW   |
| Osterkamp 6 52° 37′ 27″ N, 10° 7′ 42″ O  | Villa                     | Stattlicher zweigeschossiger verputzter Massivbau, unter ziegelgedecktem Walmdach. Symmetrischer Fassadenaufbau mit quaderimitierendem Putz an Hausecken und als Fenstereinfassungen. Erbaut um 1912, wohl als Wohnhaus der örtlichen Mühlenanlage. | 34383513 | BW   |
| Osterkamp 6 52° 37′ 27″ N, 10° 7′ 43″ O  | Stall                     | Zweigeschossiger Massivbau, nördlich angrenzender Bauteil eines Wirtschaftstraktes. | 52682234 | BW   |
| Osterkamp 6 52° 37′ 27″ N, 10° 7′ 45″ O  | Scheune                   | Scheune, am Ostrand eines länglichen Wirtschaftstraktes unter gemeinsamen Dach mit dem angrenzenden Stall. | 52682326 | BW   |
| Osterkamp 6 52° 37′ 25″ N, 10° 7′ 44″ O  | Mühlenanlage              | Ehemalige Wassermühlenanlage. | 34383076 | BW   |
| Osterkamp 6 52° 37′ 27″ N, 10° 7′ 42″ O  | Teehaus                   | Teehaus mitsamt Einfriedungsmauer am Westrand der Hofanlage. | 52682356 | BW   |
| Osterkamp 6 52° 37′ 28″ N, 10° 7′ 44″ O  | Wehr / Stauanlage         | Stauwehr von 1898. | 52682449 | BW   |
| Osterkamp 6 52° 37′ 28″ N, 10° 7′ 46″ O  | Umflut                    | Umflutgraben an der Nordseite der Hofanlage. | 52682584 | BW   |
| Osterkamp 6 52° 37′ 28″ N, 10° 7′ 48″ O  | Park                      | Parkgrundstück im Nordosten der Hofanlage, dreiseitig eingegrenzt durch den südlichen Mühlenkanal und den nördlichen Umflutgraben. | 52682501 | BW   |
| Osterkamp 6a 52° 37′ 27″ N, 10° 7′ 43″ O | Müllerwohnung             | Müllerwohnung mit Futterküche im EG. | 52682210 | BW   |
| Osterkamp 6b 52° 37′ 27″ N, 10° 7′ 44″ O | Stall                     | Kuhstall mit Milchkammer, eingeschossiger Massivbau unter gemeinsamen Dach mit der östlich angrenzenden Scheune. | 52682266 | BW   |

## Westercelle
| Lage                                                    | Bezeichnung                           | Beschreibung | ID       | Bild           |
| ------------------------------------------------------- | ------------------------------------- | --- | -------- | -------------- |
| Am Rehr 52° 36′ 16″ N, 10° 4′ 46″ O                     | Kriegerdenkmal                        | | 34383584 |                |
| Bennebostel 1 52° 34′ 41″ N, 10° 5′ 24″ O               | Backhaus                              | Holzständerbau mit Holzverkleidung, der nördliche Teil niedriger als der südliche, unter ziegelgedeckten Satteldächern. Errichtet um 1800 (1777). | 34383607 |                |
| Hannoversche Heerstraße 52° 34′ 50″ N, 10° 3′ 53″ O     | Grenzsäule                            | | 34382565 | BW             |
| Hannoversche Heerstraße 132 52° 35′ 57″ N, 10° 4′ 13″ O | Gasthof                               | Ursprünglich eingeschossiges Fachwerkgebäude, traufständig zur Straße gelegen. Teilaufstockung vorne mit Holzverschalung im OG. Unter ziegelgedecktem Walmdach, nach Westen abgeschleppt. Erbaut wohl in erster Hälfte 19. Jh. als Gasthaus an der 1810 als Heerstraße neu angelegten Ausfallstraße nach Hannover. Aufstockung nach 1934, verschiedene Anbauten nach Westen. | 34382591 |                |
| Hannoversche Heerstraße 162 52° 35′ 44″ N, 10° 4′ 7″ O  | Reithalle                             | Verbretterter Fachwerkbau unter Krüppelwalmdach mit Hohlpfannendeckung. Errichtet um 1910 südöstlich des Stalls als Reithalle. | 34382706 | Weitere Bilder |
| Hannoversche Heerstraße 162 52° 35′ 44″ N, 10° 4′ 4″ O  | Schmiede                              | Eingeschossiger Massivbau unter Satteldach in Ziegeldeckung. Erbaut südwestlich des Stalls. Schornstein im Inneren sichtbar erhalten. | 34382683 |                |
| Hannoversche Heerstraße 162 52° 35′ 45″ N, 10° 4′ 5″ O  | Stall                                 | Massiver eingeschossiger Backsteinbau in Nordsüdrichtung, unter ziegelgedecktem Walmdach. Drempelgeschoss in Fachwerk, hier mehrere Zwerchhäuser an Nord- und Ostfassade sowie an Ostfassade ein zweigeschossiger Mittelrisalit mit Zwerchhaus, der den älteren südlichen Trakt von dem jüngeren nördlichen, nach Westen abknickenden Bauteil trennt. Erbaut um 1908.        | 34382617 |                |
| Hannoversche Heerstraße 162 52° 35′ 47″ N, 10° 4′ 6″ O  | Wohnhaus                              | Eingeschossiger Backsteinbau mit mittigem Zwerchhaus in Fachwerk in der Ostfassade. Unter ziegelgedecktem Satteldach. Nördlich und parallel zum Stall errichtet für Gestütsmitarbeiter um 1910. | 34382662 |                |
| Hannoversche Heerstraße 162 52° 35′ 47″ N, 10° 4′ 7″ O  | Remise                                | Verbretterter Fachwerkbau unter in Hohlpfannen gedecktem Satteldach. Errichtet um 1910, im Norden des Grundstücks zwischen den beiden Wohnhäusern. | 41601876 |                |
| Hannoversche Heerstraße 162 52° 35′ 47″ N, 10° 4′ 9″ O  | Wohnhaus                              | Eingeschossiger Massivbau unter Satteldach in Ziegeldeckung. Im Erdgeschoss in Backsteinmauerwerk, im Dachgeschoss verputzt und im Giebel Fachwerk. Erbaut um 1910 für den Sattelmeister der Hengstprüfungsanstalt. | 34382641 |                |
| Mittelstraße 52° 36′ 19″ N, 10° 4′ 44″ O                | Denkmalgruppe Grabsteine Mittelstraße | Zur Denkmalgruppe gehört die einzelnen Denkmalobjekte Grabsteine (Friedhof allgemein) ID 34382727, sowie ein Grabmal aus dem 17. Jahrhundert (Bild) ID nicht bekannt und an die Seiten der Kapelle versetzte, weitere circa 14 sehr alte Grabmäler, teilweise ebenfalls aus dem 17. Jahrhundert ID nicht bekannt                                                             | 34353071 |                |

## Scheuen
| Lage                                      | Bezeichnung | Beschreibung | ID       | Bild |
| ----------------------------------------- | ----------- | --- | -------- | ---- |
| Arlohstraße 5 52° 40′ 37″ N, 10° 4′ 46″ O | Scheune     | Dreiständerbau, fünf Fach lang in zweifeldrigem Fachwerk. Mit bündiger Verbretterung mit Schmiedenägeln. An Hofseite Giebel mit auskragender einfeldriger Tenswand über geraden Kopfbändern und Wandrähmen. Errichtet mit Längsdurchfahrt in erster Hälfte 19. Jh. | 34383541 | BW   |

## Vorwerk
| Lage                               | Bezeichnung              | Beschreibung | ID       | Bild |
| ---------------------------------- | ------------------------ | ------------ | -------- | ---- |
| Talweg 52° 38′ 56″ N, 10° 5′ 24″ O | Privatfriedhof Schiebler |              | 34383562 |      |